# クリリスク
クリリスク（ロシア語: Кури́льск）は、千島列島の択捉島に存在する都市の一つである。
現在ロシア連邦政府が当地をクリル管区の一部として実効支配しているものの、日本政府は北海道根室振興局紗那郡に属する紗那村であるとし、領有権を主張している。

## 地理
択捉島のオホーツク海沿岸部に位置する港町である。散布半島（ちりっぷはんとう）の西の付け根にあたる。当地から13キロメートル北北東には活火山の散布山がそびえ、往時の日本人には択捉富士の愛称で親しまれた。サケの養殖が盛ん。地震、気象、津波観測所がある。

## 歴史
現在のクリリスクの地には紀元前2千年紀よりアイヌ民族が定住していたことが知られている。アイヌ人はこの土地をシャナ（アイヌ語で川の下流の集落の意味）と呼称していた。そしてロシア支配下でもシャナ（ロシア語: Сяна）と呼ばれた。ロシアの植民者が18世紀後半に初めて択捉島に訪れた。日本は測量等の目的で1800年に駐屯地を設置した。当地での日露の植民者間に走った緊張が日露和親条約という結果を生み、以降南千島は正式に日本の領土となり、この状態が第二次世界大戦の頃まで続いた。
1945年に終わりを告げる日本統治下において、紗那村は択捉島の中心地であった。1945年8月15日、同村の人口は1,001人であった。
1947年、ロシア人の占領後この町はクリリスクという名前になり、同時に町制を施行した。なお、全ての日本人は追放されていた。日本政府はこの町が合法的に成立したとは認めておらず、北海道根室市役所では2015年現在も紗那村の戸籍の管理をしている。
2023年11月20日、ウラジオストクとクリリスクを週1回往復するロシア連邦のオーロラ航空による旅客便が同年12月6日に就航することが発表された。

## 気候
日本の中では特に高緯度で、クリリスクは夏の気温を著しく下げる親潮の影響により亜寒帯気候（ケッペンの気候区分ではDfc）である。多くの亜寒帯気候の地域と違い、冬の気候はかなりおだやかで、永久凍土もない。千島列島に位置することから、アリューシャン低気圧の影響で降水量は多い（もっとも、偏西風が太平洋由来の低気圧嵐を幾分防ぐので、ユジノ・クリリスクほどではない）。クリリスクの気候はシベリア内部よりも、アリューシャン列島の亜寒帯海洋性気候に類似している。
| クリリスク（1991～2020）の気候 | クリリスク（1991～2020）の気候 | クリリスク（1991～2020）の気候 | クリリスク（1991～2020）の気候 | クリリスク（1991～2020）の気候 | クリリスク（1991～2020）の気候 | クリリスク（1991～2020）の気候 | クリリスク（1991～2020）の気候 | クリリスク（1991～2020）の気候 | クリリスク（1991～2020）の気候 | クリリスク（1991～2020）の気候 | クリリスク（1991～2020）の気候 | クリリスク（1991～2020）の気候 | クリリスク（1991～2020）の気候 |
| 月                             | 1月                            | 2月                            | 3月                            | 4月                            | 5月                            | 6月                            | 7月                            | 8月                            | 9月                            | 10月                           | 11月                           | 12月                           | 年                             |
| ------------------------------ | ------------------------------ | ------------------------------ | ------------------------------ | ------------------------------ | ------------------------------ | ------------------------------ | ------------------------------ | ------------------------------ | ------------------------------ | ------------------------------ | ------------------------------ | ------------------------------ | ------------------------------ |
| 最高気温記録 °C （°F）         | 7.6 (45.7)                     | 9.8 (49.6)                     | 13.0 (55.4)                    | 21.6 (70.9)                    | 27.4 (81.3)                    | 28.0 (82.4)                    | 31.9 (89.4)                    | 30.2 (86.4)                    | 27.7 (81.9)                    | 24.7 (76.5)                    | 19.5 (67.1)                    | 13.4 (56.1)                    | 31.9 (89.4)                    |
| 平均最高気温 °C （°F）         | −1.7 (28.9)                    | −2.6 (27.3)                    | 0.3 (32.5)                     | 5.3 (41.5)                     | 10.8 (51.4)                    | 14.4 (57.9)                    | 17.8 (64)                      | 19.6 (67.3)                    | 17.8 (64)                      | 13.0 (55.4)                    | 7.0 (44.6)                     | 1.1 (34)                       | 8.6 (47.5)                     |
| 日平均気温 °C （°F）           | −4.1 (24.6)                    | −5.3 (22.5)                    | −2.8 (27)                      | 1.7 (35.1)                     | 6.3 (43.3)                     | 10.0 (50)                      | 13.8 (56.8)                    | 16.0 (60.8)                    | 14.2 (57.6)                    | 9.7 (49.5)                     | 4.2 (39.6)                     | −1.3 (29.7)                    | 5.2 (41.4)                     |
| 平均最低気温 °C （°F）         | −6.9 (19.6)                    | −8.4 (16.9)                    | −5.9 (21.4)                    | −1.3 (29.7)                    | 2.8 (37)                       | 6.6 (43.9)                     | 10.6 (51.1)                    | 12.9 (55.2)                    | 10.8 (51.4)                    | 5.9 (42.6)                     | 1.0 (33.8)                     | −3.9 (25)                      | 2.0 (35.6)                     |
| 最低気温記録 °C （°F）         | −20.8 (−5.4)                   | −27.4 (−17.3)                  | −25.9 (−14.6)                  | −16.1 (3)                      | −6.5 (20.3)                    | −3.0 (26.6)                    | −0.8 (30.6)                    | 1.0 (33.8)                     | −1.0 (30.2)                    | −4.5 (23.9)                    | −9.4 (15.1)                    | −17.0 (1.4)                    | −27.4 (−17.3)                  |
| 降水量 mm （inch）             | 106.4 (4.189)                  | 74.7 (2.941)                   | 86.5 (3.406)                   | 83.4 (3.283)                   | 72.5 (2.854)                   | 62.7 (2.469)                   | 93.8 (3.693)                   | 116.8 (4.598)                  | 131.3 (5.169)                  | 139.0 (5.472)                  | 133.8 (5.268)                  | 132.1 (5.201)                  | 1,233 (48.543)                 |
| [ 要出典 ]                     |                                |                                |                                |                                |                                |                                |                                |                                |                                |                                |                                |                                |                                |

## 人口統計
| 1959年  | 1970年  | 1979年  | 1989年  | 2002年  | 2010年  |
| ------- | ------- | ------- | ------- | ------- | ------- |
| 1,533人 | 1,159人 | 1,582人 | 2,699人 | 2,233人 | 1,666人 |

2002年国勢調査によると住民の83.2%がロシア人、9.2%がウクライナ人、1.5%がタタール人、1.3%がベラルーシ人、0.7%がバシキール人、4.0%がその他となっている。